# Hůrka (Nízký Jeseník)
Vrch Hůrka se nachází v Nízkém Jeseníku u východní hranice přírodního parku Moravice severozápadně od obce Hlubočec v okrese Opava v Moravskoslezském kraji. Odtud je po lesní cestě přístupný i vrchol, na kterém se nachází chráněný geodetický bod a radiokomunikační převáděč. Vrch je tvořen prvohorní horninou, je z větší části zalesněn a spadá do povodí Odry konkrétně Moravice (severní strana) a Setiny (jižní strana).

## Pověst
Hlubočská legenda nás přivádí do lesů pod Hůrkou, kde se nachází studánka s křišťálově čistou vodou. Podle staré pověsti se místu dodnes říká Na Machně. Název získalo místo po sedlákovi jménem Machno, který tam křivě svědčil při sporu o územní hranici.
„Na důkaz své pravdomluvnosti si položil na hlavu kus drnu a zvolal, že nechť se propadne do země, nemluví-li pravdu. Stalo se. Z díry v zemi vzápětí vytryskla voda. Od té doby zde vyvěrá pramen, který, jak tvrdí pamětníci, ani v dobách velkého sucha nikdy nevyschne,“ popisuje ve své knize Spící rytíř Irena Šindlářová.